# Leber Berliner Art

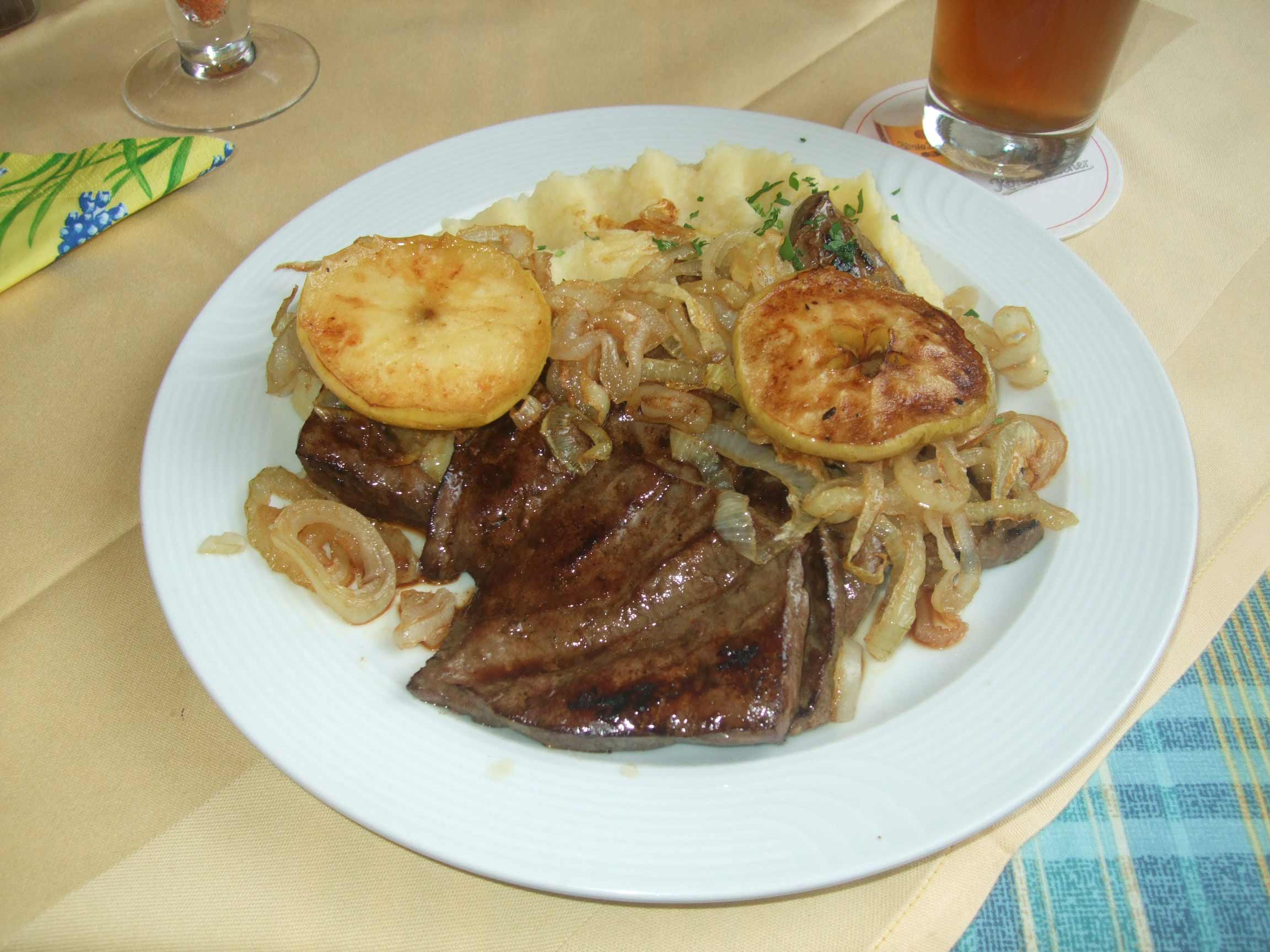
Leber Berliner Art mit gebratenen Apfelscheiben, Zwiebelringen und Kartoffelpüree

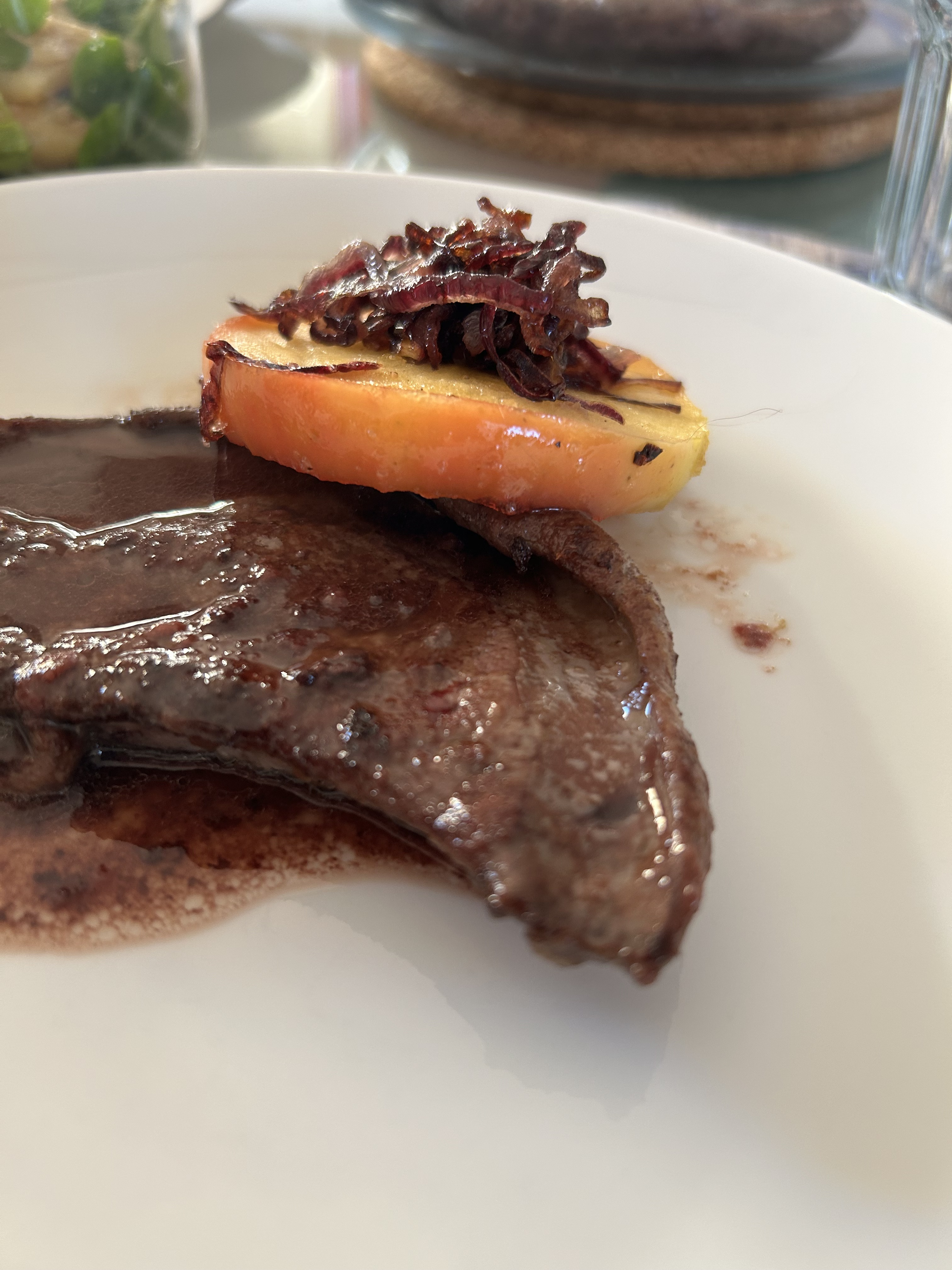
Gebratene Kalbsleber mit glacierten Apfelscheiben und gerösteten Zwiebeln

Leber Berliner Art ist ein klassisches Gericht der Berliner Küche aus Kalbsleber, gebratenen Apfelscheiben und Zwiebelringen.

## Zubereitung

### Klassisch
Zur Zubereitung werden nicht zu dicke Scheiben von Kalbsleber mit Salz und Pfeffer gewürzt, in Mehl gewälzt und von beiden Seiten in Butter kurz angebraten. Die Leber sollte innen noch leicht rosa sein. Anschließend werden Apfelscheiben und Zwiebelringe ebenfalls in Butter gebraten. Die gebratene Leber wird dann auf Tellern oder einer Platte angerichtet, darüber gibt man die Zwiebeln und darauf die Apfelscheiben. Man bestreut alles mit gehackter Petersilie. Als Beilage werden Kartoffelpüree und Kopfsalat gereicht.

### Mit Apfelscheiben
Nach einer anderen Zubereitungsart werden saure Äpfel geschält, geviertelt, in Scheiben geschnitten, in einer Pfanne in Butter gebraten und warmgestellt. Die abgezogenen Zwiebeln werden in halbe Scheiben geschnitten und in Butter braun gebraten. Die in Scheiben geschnittene Kalbsleber wird in Mehl gewendet, in Butter mit einem Schuss Öl von beiden Seiten kurz gebraten, so dass sie innen rosig bleibt. Dann werden Salz und Pfeffer dazugegeben. Schließlich werden Äpfel und Zwiebeln über die Leber gegeben und alles reichlich mit Bratbutter übergossen. Als Beilage gibt es Kartoffelpüree, grünen Salat und frische Möhren in Petersilie oder frische Stangenbohnen.